# Блажовський Юрій Гаврило
Юрій Гаврило (Георгій Гавриїл) Блажовський (справжнє прізвище: Ґабріель Юрай Манкович, словац. Gabriel Juraj Blažovsky, угор. Gábor György Blazsovszky; 1705, Блажов — 20 грудня 1742, Малий Березний) — церковний греко-католицький діяч, титулярний єпископ Агненський, єпископ Мукачівський (1738—1742 рр.). Здійснив ряд заходів для поліпшення долі біднішого духовенства.

## Життєпис

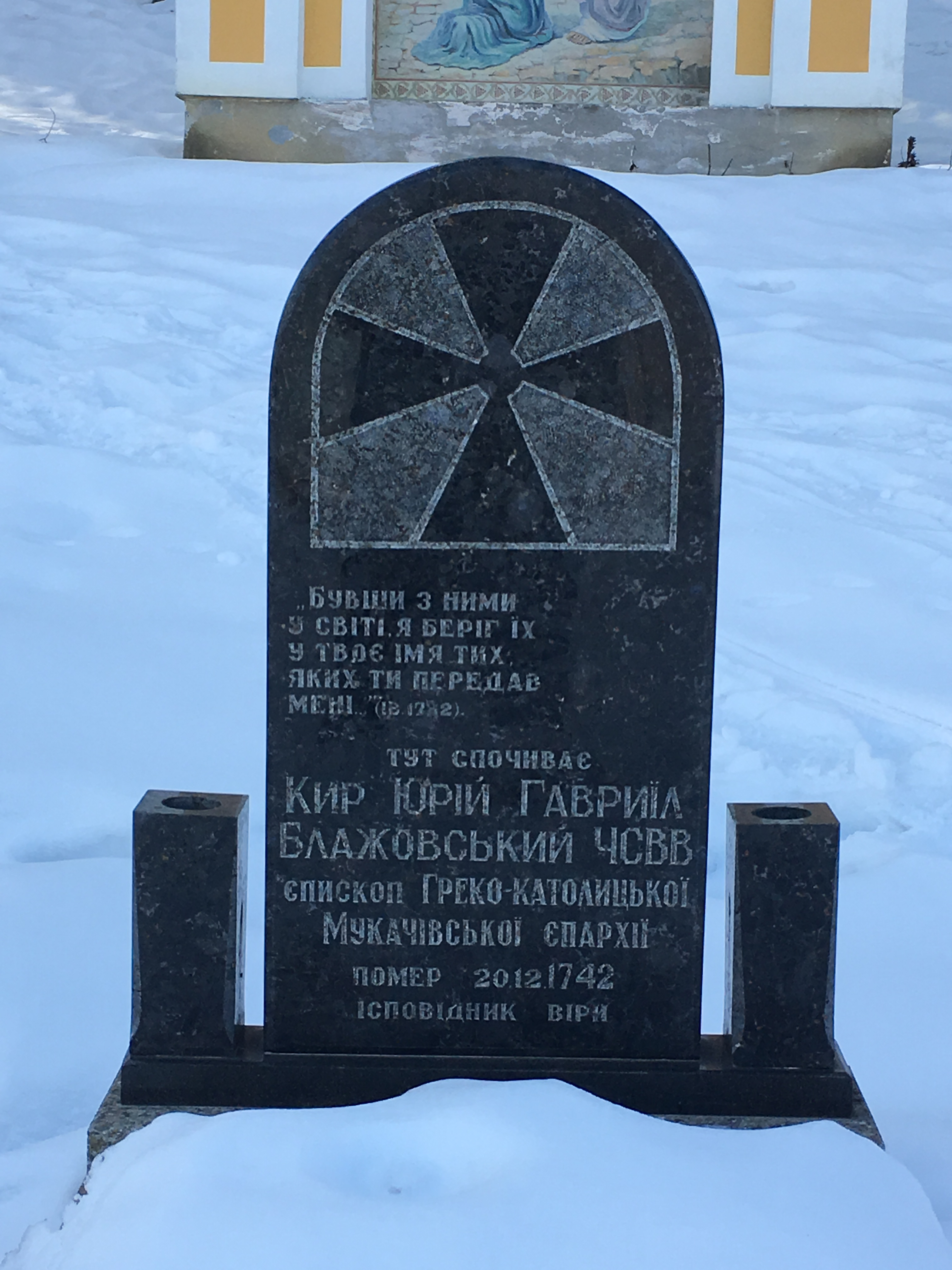
Могила владики Юрія Блажовського

Блажовський народився у Блажові, Шаришський комітат, як Юрай Манкович. Згодом змінив своє прізвище на Блажовський, за назвою місця народження. Навчався спочатку в Кошицях, де закінчив філософію, а потім вивчав філософію в Тернаві.
У 1729 році єпископ Юрій Бизанцій висвятив його на священика та призначив своїм секретарем. 11 травня 1738 року цісар іменував його Мукачівським єпископом, а Папа призначив Апостольським вікарієм у Мукачеві. Незадовго після того він постригся в ченці Василіяни й узяв монаше ім'я Гавриїл.
22 грудня 1738 року митрополит Атанасій Шептицький висвятив його на єпископа в Уневі.
За час свого єпископського служіння Юрій Блажовський робив старання про надання матеріальної допомоги духовенству, а також про право засідати в Соймі як єпископ.
Владика Гаврило відіграв велику роль у розбудові Малоберезнянського монастиря та у проведенню тут духовно-просвітницької роботи. За його допомогою в Малому Березному почали будувати кам'яний монастир і церкву з двома вежами. Окрім цього, біля церкви, високо в лісі, заклали Хресну дорогу.
Владика, окрім усього іншого, відзначився ще й тим, що намагався усіляко покращити долю бідного духовенства. У зв'язку з цим єпископа прирівняли до осіб, готових на прийняття змін, необхідних для пристосування до політичних і соціальних стандартів панівної (угорської) культури.
Нібито з цієї причини в XVII ст. єпископи Семеон Ольшавський i Гавриїл Блажовський відмовилися від посад апостольських вікаріїв і віддали всю Мукачівську єпархію під юрисдикцію римо-католицького єпископа в Егері. У другій половині XIX ст. єпископи Штефан Панкович з Мукачева i Штефан Новак з Пряшева, а також світські й духовні діячі «Центрального комітету греко-католиків у Будапешті» зробили багато для впровадження в парафіяльних школах замість русинської, а в літургії замість церковно-слов'янської мадярської мови — спочатку в парафіях Гайдудорозького вікаріату, а потім в усій єпархії.
Діючи таким чином, асимільовані вважали, що зміцнять Греко-католицьку церкву в умовах мадяризації, яка планомірно здійснювалася угорським урядом перед Першою світовою війною. Схожа ситуація виникла у США після Другої світової війни, коли кілька єпископів і священиків замінили церковнослов'янську мову літургії i русинську проповідь на англійську, прийняли західний григоріанський календар i навіть скасували іконостаси, намагаючись наблизити свої східні (греко-католицькі) церкви до римо-католицьких, щоб у такий спосіб пристосуватися до «американської норми».
Рятуючись від епідемії чуми, відправився у Малоберезнянський монастир, але таки занедужав і через кілька днів, 20 грудня 1742 року помер. Похований на монастирському цвинтарі в Малому Березному. Його відновлена після радянських нищень могила розташована на монастирському кладовищі, навпроти входу до церкви.